# Нестеренко, Мария Петровна
Мария Петровна Нестеренко (1910—1941) — советский лётчик, заместитель командира авиационного полка особого назначения, майор.
Супруга известного лётчика, Героя Советского Союза П. В. Рычагова. После ареста мужа, в 1941 году, была также арестована и вскоре расстреляна без суда. Реабилитирована после смерти И. В. Сталина.

## Биография
Родилась в августе 1910 года в посёлке Буды недалеко от Харькова, Российская империя.
Окончив школу ФЗУ, по семейной традиции, пошла работать на фаянсовый завод, где овладела профессией рисовальщицы. Была активной общественницей, спортсменкой, увлекалась музыкой.
Окончила Харьковское авиационное училище, а в 1933 году — Качинскую военную школу лётчиков, стала пилотом-истребителем. Служила на Украине и на Дальнем Востоке.
В Киеве вела большую общественную работу. Там же вышла замуж за однополчанина Павла Рычагова (Героя Советского Союза).
27 июля 1940 года Нестеренко совершила беспосадочный перелёт в составе женского экипажа (первый пилот — М. П. Нестеренко, второй пилот — М. Г. Михалёва, штурман — Н. И. Русакова) по маршруту Хабаровск—Львов на самолёте ЦКБ-30 «Украина». Достигнуть конечной точки маршрута не удалось из-за грозы, сильного встречного ветра и обледенения, но за 22,5 часа лётчицы преодолели около 7000 километров и приземлились в Кировской области.
19 октября 1940 года Мария Нестеренко, уже в звании майора, была назначена на должность заместителя командира авиаполка особого назначения. В этой должности она была арестована на 4-й день войны. Павел Рычагов был арестован на два дня раньше — 24 июня 1941 года. Обвинялась Мария в «недоносительстве о государственном преступнике» Рычагове: «…будучи любимой женой Рычагова, не могла не знать об изменнической деятельности своего мужа…».
В ночь с 15 на 16 октября 1941 года центральный аппарат НКВД эвакуировался в Куйбышев. Туда же были вывезены и важнейшие подследственные. Вдогонку полетело распоряжение Берии: следствие прекратить, суду не предавать, немедленно расстрелять.

Акт. Куйбышев, 1941 год, октября 28 дня, мы, нижеподписавшиеся, согласно предписанию Народного комиссара внутренних дел, генерального комиссара государственной безопасности тов. Берия Л. П. от 18 октября 1941 г. за № 2756/Б, привели в исполнение приговор о ВМН — расстрел в отношении следующих 20 человек осуждённых: Штерн Г. М., Локтионов А. Д., Смушкевич Я. В., Савченко Г. К., Рычагов П. В., Сакриер И. Ф., Засосов И. И., Володин П. С., Проскуров И. И., Склизков С. О., Арженухин Ф. К., Каюков М. М., Соборнов М. Н., Таубин Я. Г., Розов Д. А., Розова-Егорова З. П., Голощёкин Ф. И., Булатов Д. А., Нестеренко М. П., Фибих А. И..

## Награды
- За личные успехи в овладении боевой техникой и умелое руководство подразделениями была награждена орденами Красной Звезды (25.05.1936) и Трудового Красного Знамени (25.12.1936).

## Память
- На малой родине М. П. Нестеренко — в Будах — на здании школы, где училась Мария, была открыта мемориальная доска.
- Под Самарой на месте расстрела установлен памятный знак, на котором начертано: «Установлен на месте захоронения жертв репрессий 30-40-х гг. Поклонимся памяти невинно погибших…»[2]
- Портреты Марии Нестеренко и Павла Рычагова имеются в Центральном музее Вооружённых Сил, в музее «Дом на набережной», в заводском музее поселка Буды на Харьковщине[5].